# Amiral Duperré
Die Amiral Duperré war ein frühes Großkampfschiff der französischen Marine, das an Manövern teilnahm und diverse Unfälle erlitt. Sie war das erste Schiff mit Barbetten für die vier Geschütze der Hauptbewaffnung (Kaliber 34 cm). Sie war ein Einzelschiff und nach dem Admiral Victor Guy Duperré benannt.

## Dienst

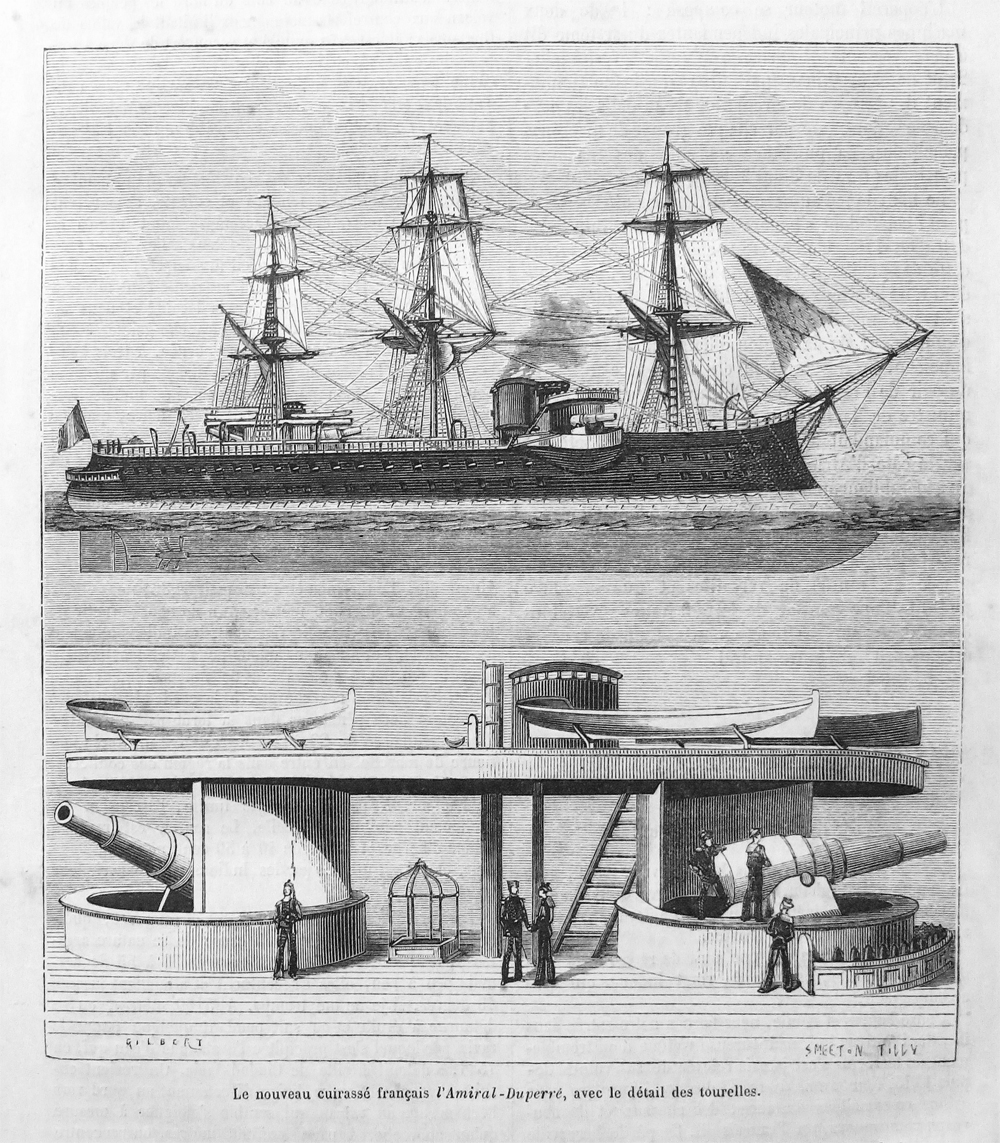
Amiral Duperré 1879

Die Amiral Duperré wurde von der Werft Forges et Chantiers de la Méditerranée in La Seyne nahe Toulon gebaut. 1879 wurde sie vom Stapel gelassen, bis zum 11. Mai 1881 ausgebaut und vorerst bis zum 20. November 1882 mit 99 Seeleuten Besatzung erprobt. Im April 1883 wurde sie in Dienst gestellt, und fünf Tage später wurde sie in das Mittelmeergeschwader in Toulon eingegliedert. Obwohl sie für Segeln als auch Dampfantrieb ausgelegt war, wurden die Segel noch vor der Indienststellung entfernt. Ab 2. März 1886 war sie an Experimenten mit Torpedobooten zum Testen verschiedener Angriffswinkel und an Artillerieübungen unter Verwendung des alten Panzerschiffs Armide als Übungsziel beteiligt. Bei großen Manövern vor Toulon im Mai wurde die Wirksamkeit von Torpedobooten zur Verteidigung der Küste gegen ein Geschwader von Panzerschiffen erprobt. Sie nahm an diversen weiteren Manövern und Übungen teil, unter anderem zur Sicherung von Konvoys nach Nordafrika, um die dortigen französischen Truppen zu versorgen. Während einer Nachrüstung 1887 wurde die Zahl der 37-mm-Revolverkanonen auf achtzehn erhöht. Ebenso wurde ein zusätzliches Paar Suchscheinwerfer angebracht.

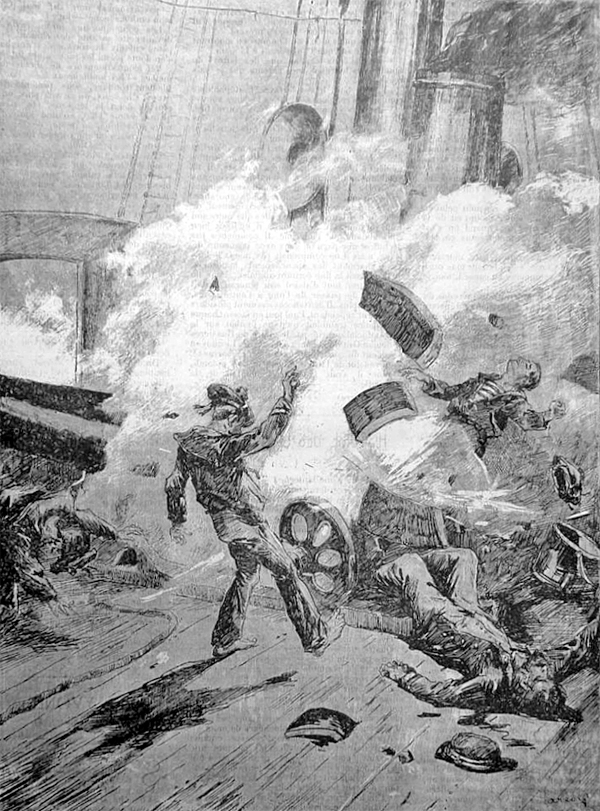
Explosion 1888

 Während sie beim Mittelmeergeschwader Dienst tat, explodierte am 13. Dezember 1888 bei einer Übung ein Geschütz, wodurch sechs Seeleute starben. Als Ursachen für das Unglück wurden die Qualität des Stahls oder eine vorzeitige Alterung des in den Treibladungen der Munition verwendeten Braunpulvers vermutet, wobei man letztlich die schiere Größe der Treibladung als Auslöser für die Explosion ermittelte.
1895 hatte das Schiff nach Umbau nur noch zwei Masten, die mit je zwei Gefechtsplattformen ausgestattet waren. Zudem wurden die alten 34cm-Geschütze durch eine neuere Version (340mm/28 Modèle 1881), und die 138mm-Kanonen im Batteriedeck durch neue 100mm-Kanonen ersetzt. Ferner wurden einige leichtkalibrige Kanonen entfernt und vier weitere 65mm-Kanonen eingebaut. Im gleichen Jahr wurde sie zum Reserve-Geschwader der Mittelmeer-Flotte verlegt, zusammen mit den Panzerschiffen Richelieu und drei Schiffen der Terrible-Klasse. In dieser Einheit diente die Amiral Duperré bis 1896 als Flaggschiff.
Noch 1898 war sie im Reserve-Geschwader, das nurmehr die Indomptable und die Dévastation umfasste, zumal die Marine in jener Zeit mit dem Abzug und Umbau mehrerer ihrer älteren Panzerschiffe begonnen hatte. In Flottenmanövern im Juli 1898 diente die Amiral Duperré als Flaggschiff des Konteradmirals Godin. Einige Wochen danach wurde sie zur Nordflotte in den Ärmelkanal verlegt.
Im Juni und Juli 1900 führte die Nordflotte groß angelegte Manöver gemeinsam mit der Mittelmeerflotte durch. Nach Zusammentreffen vor Lissabon, fuhr der kombinierte Verband nordwärts in die Bucht von Quiberon und erreichte Brest am 9. Juli. Zwei Tage danach, waren Amiral Duperré und der Rest des Nord-Geschwaders zu einem Übungs-Angriff auf Cherbourg befohlen. Dort endeten die Manöver mit einer Flottenbeschau am 19. Juli zu Ehren des Präsidenten Émile Loubet.

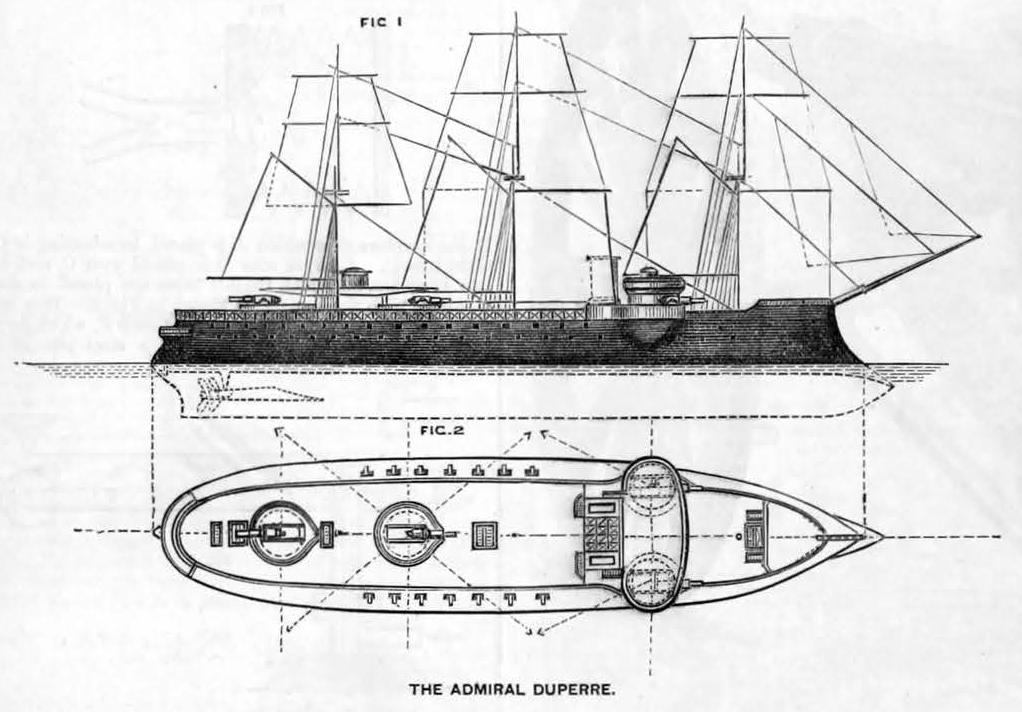
Amiral Duperré 1882

Bei Schießübungen auf See am 14. Dezember 1900 brach, in stürmischem Wetter, das vordere Steuerbord-Geschütz aus seiner Halterung und konnte umherschwingen, wobei Kommandobrücke und Schiffsmast erheblich beschädigt wurden, jedoch keine Verletzten zu beklagen waren. 1901 wurde Amiral Duperré, zusammen mit vielen anderen Großkampfschiffen, für Modernisierungen außer Dienst gestellt. Das Schiff erhielt neue Wasserrohrkessel und ihre Motoren wurden überholt. Auch die zentrale 34 cm-Kanone und deren Barbette wurden durch eine gepanzerte Batterie aus 163 mm-Kanonen ersetzt.
Die Amiral Duperré wurde schließlich außer Dienst gestellt. Am 21. Dezember 1905 ordnete die Marine die Verwendung als Zielschiff für Schießübungen an. Das Schiff wurde schließlich am 31. August 1908 vor Hyères versenkt, wieder flott gemacht und am 26. September erneut versenkt. Am 27. Juli 1909 wurden die Bergungsrechte an einen M. Giardino aus Marseilles verkauft, und das Wrack wurde demontiert.